# Bolwarra
Bolwarra är en del av en befolkad plats i Australien. Den ligger i kommunen Maitland Municipality och delstaten New South Wales, i den sydöstra delen av landet, omkring 130 kilometer norr om delstatshuvudstaden Sydney. Antalet invånare är 1 949.
Runt Bolwarra är det ganska tätbefolkat, med 144 invånare per kvadratkilometer.. Närmaste större samhälle är Maitland, nära Bolwarra.
Trakten runt Bolwarra består till största delen av jordbruksmark. Genomsnittlig årsnederbörd är 1 277 millimeter. Den regnigaste månaden är februari, med i genomsnitt 223 mm nederbörd, och den torraste är juli, med 46 mm nederbörd.